# 葉月真衣
葉月 真衣(はづき まい、9月11日-　)は、日本の女性声優・ナレーター。スチール・ウッド・ガーデン所属。茨城県出身。血液型はB型。

## 来歴
地元茨城の高校を卒業後、代々木アニメーション学院大宮校声優科に入学。卒業後に
ノンストップエージェンシーに入所し、赤荻明菜名義で活動する。が、わずか数年で重大な契約違反を犯し、事務所との話し合いには応じずにまだ契約期間が残っているのにもかかわらず一方的に退所する。事務所側の厚意で訴訟沙汰にはならず、このことについては不問となる。
声優ボーカルユニット「芝浦女学院」のリーダーとして活動を続けていた。ライブでの自己紹介では自称クールビューティーを名乗り、会場を沸かせることもあった。また、芝浦女学院のサブユニット「シェルキー」として宇佐美まひろと活動を行っていた。
2013年5月11日に行われた芝浦女学院卒業公演LIVE「すた→とだっしゅ」を機にメンバーである宇佐美まひろ、田口香織、北林夏穂と共に卒業し、芝浦女学院は解散となった。
声優としての活動だけでなく、コスプレイヤーとしても活動することもあり、コスプレイヤーが自身の写真を投稿するSNS、CPR!(Cosplay Photo Ranking)にて写真を公開している。
また、ACE(ANIME CONTENTS EXPO)2013ではフロントウィングのブースでグリザイアの迷宮のPRのため、同作品の制服を身にまとったり、ニコニコ超会議2、SUPER COMIC CITY®22ではハローキティといっしょ！のブースで猫村いろはの恰好をしていた。
2013年、KnowledgeNEXTを退所し、フリーとして活動していくことが発表された。同年10月より、スチール・ウッド・ガーデンに預かりという形で所属となった。
のちに準所属となり、SHOWROOMを中心に幅広く活動を行っている。2015年12月26日SHOWROOM AWARD 2015 アニメ・声優部門でグランプリを受賞した。
2016年、同じ事務所に所属する寺島あかり、小松由里子と声優ユニットSinquaciousを結成。
同年6月1日には事務所の正所属に昇格した。

## 出演

### 作品

#### ゲーム
2012年
- たわゆれっ!ブラフープ（9月14日、 スパイク・チュンソフト） - 主人公[7]
- リング☆ドリーム 女子プロレス大戦（12月20日、 サクセス） - 澤近あかり(VOICE RARE)[8]

2013年
- 魔雀ヴィーナスバトル（6月27日、 株式会社エディア）- リィネ・フレイス[9]

#### アイドルグループ
2014年
- 『にごどる!』……（黒葉美咲役）[10]

#### ドラマCD
- 武将学園【弐陣】（女生徒A）
- 「ロガの椅子IVアトランティス」ブラウニー役
- 「Chime」（ちゃいむ） 南志見愛乃 役

#### 本・雑誌
- ぜったい声優になる！最強トレーニングBOOK（2012年7月25日、トランスワールドジャパン）
- Cosnap! Vol.05（2013年3月5日、インフォレスト）

#### 舞台
- テノヒラノ鎮魂華‥散る桜、残る桜も、散り逝く桜‥（2013年9月20日 - 9月24日、劇団生命座、てあとるらぼう） - 豊田 千恵子（女学生）

#### ラジオ
- インターネットラジオ　ぽけら - #88, #89
- 東京どっかん土曜日-怒涛の炎の三週目-（2013年7月20日）
- CLASH×CRASH（2013年7月25日）
- 金欠中学チャリ通Boysのチャリチャリアワー  - #5
- ラジオですみません（レインボータウンFM、2016年7月17日、Sinquacious名義）
- となりのシンクルさん家 （Rakuten.FM、Sinquacious名義）

#### モデル
- カフェギャラリー幻1周年記念「まぼろし狐祭」
- 妖店通り商店街〜妖怪たちの夏祭り〜 谷根千おばけ屋敷
- ラ・ボン ルランジェ（ストーリア社のファブリックミスト）

#### インターネット放送
- AmebaFLESH!「ライブアイドル名鑑」（2016年4月2日、にごどる！名義出演）

#### ライブ等
- にごどる!関係についてはにごどる!を参照

## ユニット
- 芝浦女学院（2011年-2013年）
  - シェルキー（芝浦女学院派生ユニット）
- にごどる!（2014年-）
- Sinquacious（2016年-）

## 楽曲

### にごどる！

#### 音源化楽曲
- にごどれ！うぇぶからーどフェアリー

#### 未音源化楽曲
- We are にごどる！

### Sinquacious
- シングルCD
  - 1st「未来へ（さきへ）」 作詞：Sinquacious 作曲：多田彰文